# Maharram Aliyev
 (décembre 2022).
Pour les articles homonymes, voir Aliyev.
Maharram Aliyev (en azéri: Məhərrəm Abış oğlu Əliyev; né le 20 octobre 1951, Makhta, district de Norachen ou district de Norachen) est un assistant du président de la République d'Azerbaïdjan - Chef du département des affaires militaires de l'administration du président de la République d'Azerbaïdjan (2019 – 2023), colonel général. Il est actuellement ambassadeur extraordinaire et plénipotentiaire de la République d'Azerbaïdjan auprès de la République de Biélorussie.

## Début de la carrière
Depuis 1973, il sert dans les organes de l'Intérieur. En 1978, après avoir obtenu son diplôme de l'école secondaire spéciale de la milice de Moscou, il est nommé au poste de commissaire opérationnel pour les affaires pénales dans l'unité de milice de la ville.

## Parcours professionnel
De 1980 à 1992, il occupe divers postes dans les structures de police de Bakou. En 1985, il est diplômé de l’Institut de droit du ministère de l'Intérieur de l'URSS. Il est occupé des postes de direction dans les départements de police de Nizami, Sabunchu, Khataї et Sabail de la ville de Bakou. De novembre 1993 à juin 2007, il est le chef du département de police principal de Bakou. De 2007 à 2011, il travaille comme ambassadeur extraordinaire et plénipotentiaire de l'Azerbaïdjan au Tadjikistan.
Par arrêté du président de la République d'Azerbaïdjan du 30 novembre 2012, il est admis au service militaire avec le grade de lieutenant général.
De 2012 à 2017, il travaille comme chef du département des affaires de défense de l'assistant aux affaires de défense du président de la République d'Azerbaïdjan.
Par décret du président de la République d'Azerbaïdjan du 5 juin 2017, il est désigné vice-ministre de la Justice de la République d'Azerbaïdjan.
En novembre 2019, il est nommé assistant du président pour les affaires militaires.

## Distinctions
- Ordre de la "Gloire(19 octobre 2021)[3].
- Ordre du Drapeau de l'Azerbaïdjan (24 décembre 1998)[4]
- Médaille Pour la patrie (25 juin 2013)
- Ordre du 3e degré Pour le service à la patrie.